# René Thom

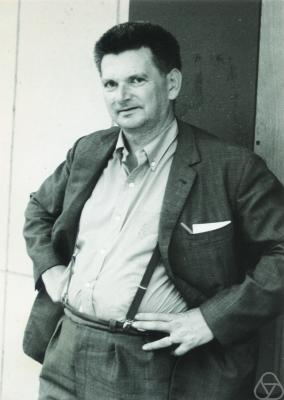
René Thom in Nizza, 1970

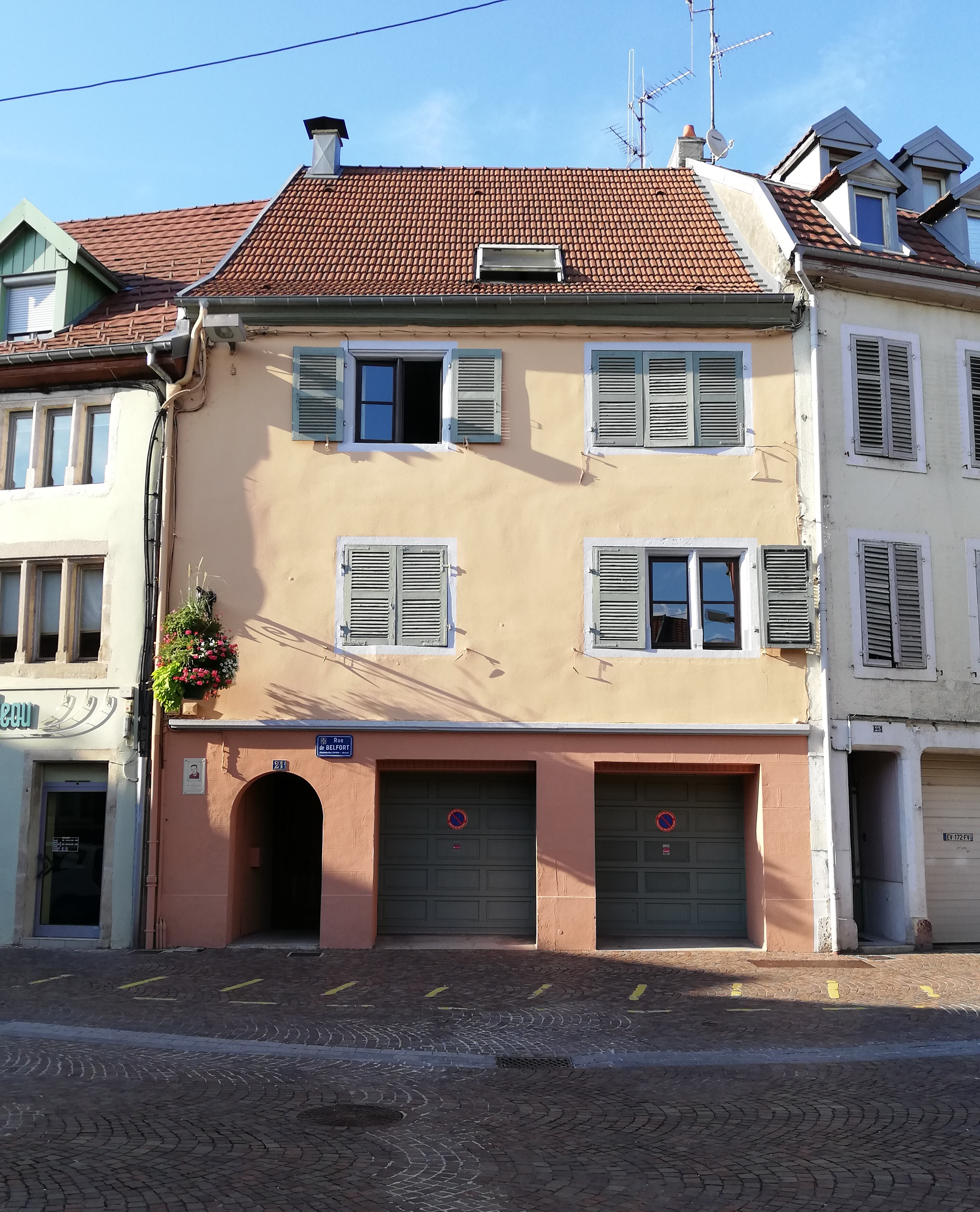
Geburtshaus Thoms in Montbéliard, 21 Rue de Belfort

René Frédéric Thom (* 2. September 1923 in Montbéliard; † 25. Oktober 2002 in Bures-sur-Yvette) war ein französischer Mathematiker und Philosoph, der 1958 für besondere Verdienste um die Mathematik mit der Fields-Medaille ausgezeichnet wurde.
Hauptgebiet seiner mathematischen Arbeit war die Differentialtopologie, wo Thom zahlreiche grundlegende Beiträge lieferte. Thom ist der Schöpfer der Kobordismentheorie. Zwei Mannigfaltigkeiten sind kobordant, wenn ihre Vereinigung vollständiger Rand einer dritten Mannigfaltigkeit ist. Die Kugeloberfläche z. B. ist null-kobordant, da sie Rand der Vollkugel ist. Die Idee stammt von Pontrjagin, wurde aber von Thom auf die Homotopietheorie zurückgeführt, was die Berechnung der Kobordismusgruppen ermöglichte. Vor allem für dieses Resultat erhielt er 1958 die Fields-Medaille.

## Leben
Thom, dessen Eltern Ladenbesitzer waren, besuchte ab 1931 die Grundschule in Montbéliard, danach das dortige Collège Cuvier, er erhielt sein Vordiplom (Bakkalaureat) in elementarer Mathematik 1940 von Besançon. Die weitere Ausbildung wurde durch den Zweiten Weltkrieg vorläufig unterbrochen. Seine Eltern schickten ihn zur Sicherheit zu seinem Bruder in den Süden und die beiden schlugen sich in die Schweiz durch. 1941 kehrte er nach Frankreich zurück, nahm in Lyon sein Studium wieder auf und erhielt im gleichen Jahr sein Vordiplom in Philosophie. Danach kehrte er zu seinen Eltern zurück, um kurz danach in Paris zu studieren.
Als erstes wohnte Thom im Lycée Saint-Louis bei Paris, um sich an der École normale supérieure zu bewerben, was aber erst beim nächsten Anlauf 1943 zustande kam. Die Zustände an der Schule und in Paris waren schwierig, da Paris mittlerweile von der deutschen Wehrmacht besetzt war. An der ENS wurde Thom vor allem von Henri Cartan beeinflusst. 1946 beendete er die École Normale Supérieure und begab sich (Henri Cartan folgend) nach Straßburg, um eine Forschungsstelle anzunehmen, wo er auch 1951 bei Cartan promovierte (Fibre Spaces in Spheres and Steenrod Squares). In seiner Dissertation betrachtete er Vektorbündel über Mannigfaltigkeiten und bewies den heute als Thom-Isomorphismus bezeichneten Isomorphismus zwischen der Kohomologie der Basis und der Kohomologie der heute als Thom-Raum bezeichneten Einpunktkompaktifizierung des Totalraums. Der Isomorphismus wird durch das Cup-Produkt mit der Thom-Klasse realisiert. Thom zeigte weiter, dass sich die Stiefel-Whitney-Klassen des Vektorbündels durch Anwendung der Steenrod-Operationen auf die Thom-Klasse berechnen lassen. In Straßburg wurde er außerdem von Charles Ehresmann, Georges Reeb, Wu Wenjun und Jean-Louis Koszul beeinflusst. Noch im selben Jahr reiste er in die USA, wo er in Princeton mit Albert Einstein, Hermann Weyl (er besuchte dessen letzte Vorlesungen) und Norman Steenrod zusammentraf und die Seminare von Kunihiko Kodaira und Eugenio Calabi besuchen konnte.

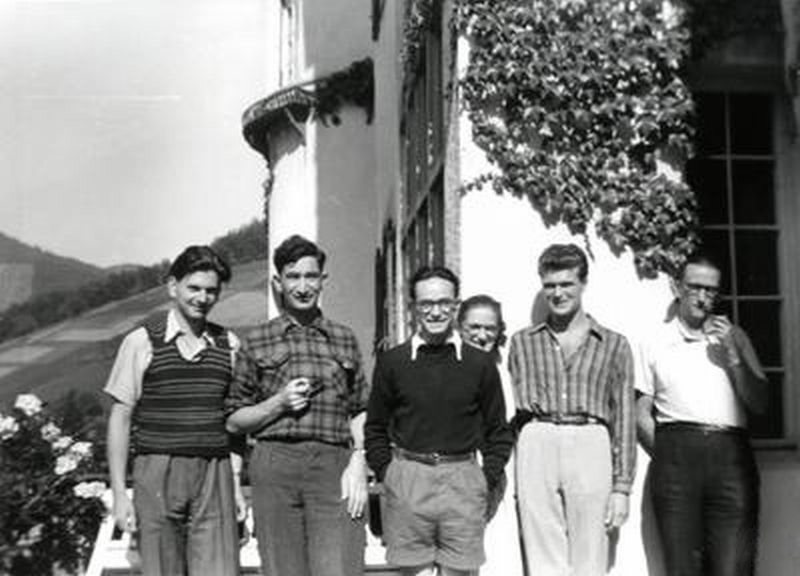
René Thom (links) mit Jean-Pierre Serre (3. v. links) und anderen in Oberwolfach 1949

Thom kehrte nach Frankreich zurück und unterrichtete von 1953 bis 1954 in Grenoble, dann als Professor (Nachfolge von Claude Chabauty) in Straßburg von 1954 bis 1963. 1958 erhielt er die Fields-Medaille (Plenarvortrag auf dem Internationalen Mathematikerkongress in Edinburgh: Des Variétés triangulées aux variétés différentiables). In seiner 1954 veröffentlichten Arbeit "Quelques propriétés globales des variétés differentiables" widmete er sich dem auf Norman Steenrod zurückgehenden Problem, welche Homologieklassen in {\displaystyle H_{*}(X)} sich als Bilder der Fundamentalklasse einer Mannigfaltigkeit repräsentieren lassen. Er bewies, dass dieses Problem dual zu der Frage ist, welche Kohomologieklassen in {\displaystyle H^{*}(N/\partial N)} sich als Pullback der Thom-Klasse des universellen Bündels repräsentieren lassen. (Hierbei ist {\displaystyle N} eine Umgebung einer Einbettung von {\displaystyle X} in einen {\displaystyle R^{n}}.) Zu diesem dualen Problem konnte er mit Hilfe von Steenrod-Operationen zahlreiche positive und negative Beispiele angeben. Ein weiteres Resultat der Arbeit war ein Isomorphismus zwischen den abstrakt definierten Kobordismusgruppen und den stabilen Homotopiegruppen des Thom-Raumes des universellen Vektorbündels. Dies ermöglichte es Thom, die Kobordismusgruppen (bis auf ihren Torsions-Anteil) zu berechnen, wofür er 1958 die Fields-Medaille erhielt. Ein unmittelbares Korollar zur Berechnung der Kobordismusgruppen war der von Friedrich Hirzebruch bewiesene Signatursatz, auch der erste Beweis des Atiyah-Singer-Indexsatzes benutzte Thoms Kobordismustheorie. Im Zusammenhang mit seinen differentialtopologischen Arbeiten bewies Thom zahlreiche grundlegende Sätze, darunter den nach ihm benannten Transversalitätssatz.
1956/57 und 1961 war er Gastwissenschaftler am Institute for Advanced Study. 1964 ging er ans Institut des Hautes Études Scientifiques in Bures-sur-Yvette, wo zu der Zeit auch Alexander Grothendieck arbeitete. Nach Aussage von Thom führten dessen mathematische Erfolge in der ihm gänzlich fremden abstrakten algebraischen Ausrichtung dazu, dass er sich an den Rand gedrängt fühlte und er anfing, sich mit Biologie und Philosophie zu beschäftigen. In diesem Zusammenhang entwickelte er die Katastrophentheorie, die er in einem Buch 1972 publizierte. Ein Hauptziel war dabei das mathematische Verständnis der biologischen Gestaltbildung (Morphogenese), so auch der Titel des Buches, in dem er die Theorie publizierte. Das Buch erschien 1972, war aber schon seit Mitte der 1960er Jahre in Arbeit und Thom hielt häufig Vorlesungen über deren Inhalt vor Erscheinen des Buches. Die Katastrophentheorie ermöglichte qualitative Untersuchungen dynamischer Systeme auch in damals noch wenig mathematisch erschlossenen Wissenschaften und fand eine große Resonanz auch in den Medien, insbesondere nach Weiterentwicklung durch Mathematiker wie Erik Christopher Zeeman. 1974 wurde ihm der Grand Prix Scientifique de la Ville de Paris zuerkannt und 1990 wurde er Ehrenmitglied der London Mathematical Society (Londoner Mathematischen Gesellschaft).
1970 erhielt er die erste Brouwer-Medaille. 1970 war er Invited Speaker auf dem Internationalen Mathematikerkongress in Nizza (Structure locale des morphismes analytiques) und 1962 in Stockholm (Equivalence topologique des applications polynomiales). 1975 wurde Thom in die American Academy of Arts and Sciences gewählt, 1978 zum Mitglied der Leopoldina.
Der Surrealist Salvador Dalí widmete René Thoms Theorie Stabilité structurelle et morphogénèse zwei seiner letzten Bilder: Topologische Entführung Europas (1983) sowie Der Schwalbenschwanz (1983).
René Thom war verheiratet und hatte drei Kinder.

## Schriften (Auswahl)
- Oeuvres mathématiques, Société Mathématique de France, Band 1, 2017, Band 2, 2019

Differentialtopologie
- "Espaces fibrés en sphères et carrés de Steenrod" (PDF; 7,6 MB), Annales Scientifiques de l’École Normale Supérieure (3) 69, (1952), 109–182 (Thom-Isomorphismus, Stiefel-Whitney-Klassen)
- "Quelques proprietes globales des varietes differentiables", Comm.Math.Helvetici 28 (1954), S. 17–86, (Steenrod-Problem und Berechnung der Kobordismusgruppen)
- "Un lemme sur les applications différentiables", Bol. Soc. Mat. Mexicana (2) 1 (1956), S. 59–71 (Beweis des Transversalitätssatzes)
- (mit Albrecht Dold) "Quasifaserungen und unendliche symmetrische Produkte", Ann. of Math. (2) 67 (1958), S. 239–281
- "Des variétés triangulées aux variétés différentiables" (PDF; 1,0 MB), Proc. Internat. Congress Math. 1958, S. 248–255, Cambridge Univ. Press, New York

Katastrophentheorie
- Stabilité structurelle et morphogénèse - essai d’une théorie générale des modèles. Benjamin, Reading/Massachusetts 1972, 2. Auflage InterÉditions, Paris 1977, engl. Structural Stability and Morphogenesis - an outline of a general theory of models. Addison-Wesley, 2. erweiterte Auflage 1989, ISBN 0-201-09419-3
- Esquisse d'une semiophysique. Paris: InterEditions, 1988, ISBN 978-2-7296-0131-7
- Apologie du logos. Paris: Hachette, 1990, ISBN 978-2-01-014836-1
- Prédire n'est pas expliquer. (Gespräche mit Emile Noël), Paris 1999 (TB), ISBN 978-2-08-081288-9

Autobiographie
- in Atiyah, Iagolnitzer (Herausgeber) Fields Medaillists Lectures, World Scientific 1997, S. 71ff